# Писко (город)
Писко (исп. Pisco) — город в Перу, в департаменте Ика, столица провинции Писко. Население 54193 человек. Город был основан испанцами в 1640 году на месте поселения коренных жителей Перу с таким же названием. Писко на языке кечуа означает «птица». Первоначально Писко процветал благодаря рядом расположенным виноградникам и производству одноимённого напитка писко.

## История
Индейское поселение Писко образовано около 1000 года до н. э., изначально оно принадлежало культуре Паракас, затем культуре Наска.
После образования вице-королевства Перу порт Писко использовался для вывоза ртути добывавшейся по близости, а также спиртных напитков писко. В 1680 году город сильно пострадал от землетрясения, а также подвергся нападению английских пиратов.
В 1820 году рядом с Писко высадился Хосе де Сан-Мартин, в городе находится дом в котором он создал первый флаг Перу.
В 1832 году Писко был переименован в честь независимости Перу в Вилья-де-ла-Индепенденсия, но после присвоения статуса города в 1898 году Писко было возвращено историческое название.

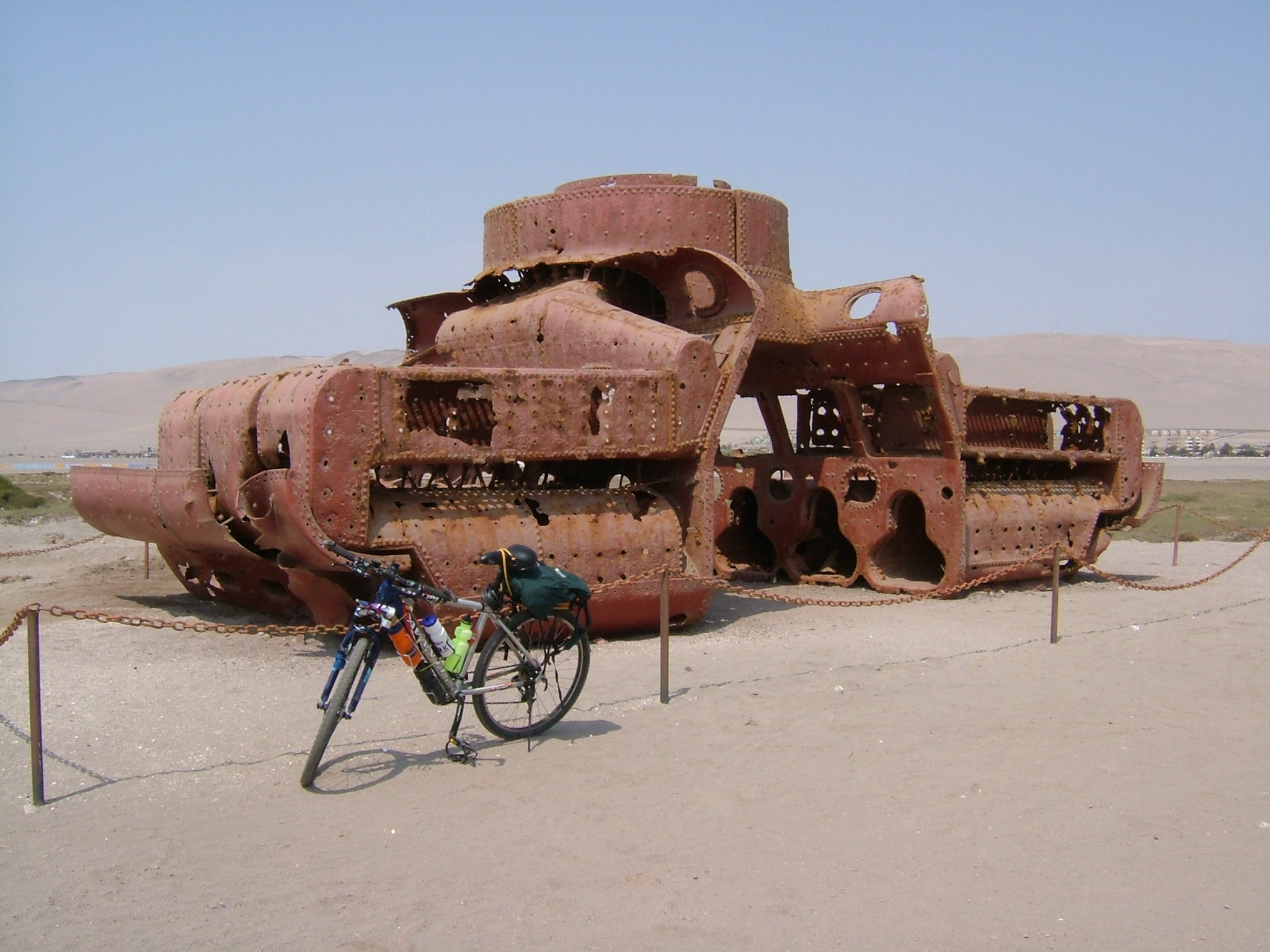
Паровые котлы USS Wateree (1863) на берегу — печальное напоминание о трагедии 1868 года

13 августа 1868 года в провинции Арика недалеко от её административного центра, который тогда был частью Перу, произошло одно из самых сильных землетрясений в истории страны; образовавшееся в результате цунами почти полностью накрыло Писко. Сила удара была такова, что три корабля, стоявших на якоре в порту, отбросило почти на километр вглубь суши; это были: 1560-тонный перуанский корвет «America», американская канонерская лодка «Wateree» и американский корабль-склад ««Fredonia»», который при этом был полностью разрушен; также погибли бриг «Чаньярсильо» и две шхуны «Роза Ривера» и «Регалон».
15 августа 2007 года в районе Писко произошло сильнейшее 8-балльное землетрясение. По сообщениям СМИ было разрушено 80% города, погибло более 1000 человек, 2291 ранено, 431 000 признана пострадавшими. Во время 3-минутного землетрясения во время службы обрушился кафедральный собор Сан-Клименте что унесло более 100 человеческих жизней.

## Экономика
С начала испанского владычества порт Писко занимал важное место в торговле Перу. Через Писко вывозились такие товары как гуано, ртуть и сельхозпродукция. Спустя несколько лет после разрушительного землетрясения 2007 года город так и не оправился в экономическом плане от его последствий.

## Туризм
В районе города широко развит экологический туризм, рядом с городом находится национальный парк Паракас, который богат различной флорой и фауной.
Рядом с городом находится геоглиф, схожий с расположенными на плато Наска. Происхождение и его подлинность остаётся не ясной, одна из версий гласит что создан по приказу Сан-Мартина и является масонским символом или служит ориентиром для моряков.